# Michael Coester
Michael Coester (* 10. Juli 1942 in Hannover) ist ein deutscher Rechtswissenschaftler und ehemaliger Hochschullehrer an der Ludwig-Maximilians-Universität München.

## Leben und Wirken
Nach dem Abitur 1962 und dem anschließenden Wehrdienst studierte Coester Rechtswissenschaften an der Universität Freiburg. Dort legte er 1968 und 1971 die beiden Juristischen Staatsexamina ab und war danach als wissenschaftlicher Mitarbeiter von Manfred Löwisch tätig. Unter dessen Betreuung wurde Coester 1973 von der Universität Freiburg mit der arbeitsrechtlichen Arbeit „Vorrangprinzip des Tarifvertrages“ zum Dr. iur. promoviert. Anschließend arbeitete er für ein Jahr als Rechtsanwalt in Celle, wurde dann aber wissenschaftlicher Assistent von Hans Jürgen Sonnenberger an der Universität Augsburg. Nach einem Forschungsaufenthalt an der University of Michigan, bei dem er den Master of Laws erwarb, habilitierte Coester sich 1981 unter Betreuung von Sonnenberger.
Nach einer Lehrstuhlvertretung an der Universität Augsburg trat Coester 1983 eine Professur für Bürgerliches Recht und Wirtschaftsrecht an der Universität Göttingen an. 1994 wechselte er an die Universität München, wo er ab 1997 den ordentlichen Lehrstuhl für Bürgerliches Recht, Arbeitsrecht, Internationales Privatrecht und Rechtsvergleichung innehatte und später Mitglied des Senats wurde. 2007 wurde Coester emeritiert. Von 1997 bis 2007 war er zudem der Vertreter der Universität München an der Venice International University. Er hatte Gastprofessuren unter anderem an den Universitäten Nanjing, Michigan, Tel Aviv, University of Oxford und in Peking inne.
Coesters Forschungsschwerpunkte liegen vor allem im Internationalen Privatrecht und der Rechtsvergleichung, wobei er sich vor allem auf das Familienrecht im internationalen Vergleich konzentriert. So kommentiert er unter anderem einen großen Teil des Familienrechts im Staudinger und ist Herausgeber einzelner Bände; im Münchener Kommentar kommentiert er die internationalprivatrechtlichen Normen Art. 13 und 17b EGBGB. Außerdem ist er Vorstandsmitglied des Deutschen Familiengerichtstags und ist Vorstand von dessen Kinderrechtekommission. Innerhalb des Familienrechts setzt Coester unter anderem beim Kindschaftsrecht einen Unterschwerpunkt. In Bezug darauf ist er Befürworter von mehr Elternautonomie in der Erziehung und strebt eine Verbesserung der Rechtsstellung des nichtehelichen Kindsvaters an.
Seit 1972 ist Coester verheiratet mit Dagmar Coester-Waltjen. Diese war wissenschaftliche Mitarbeiterin von Peter Schlosser und begleitete Coester auf seinem Forschungsaufenthalt in Michigan.

## Schriften (Auswahl)
- Vorrangprinzip des Tarifvertrages. Verlagsgesellschaft Recht und Wirtschaft, Heidelberg 1974, ISBN 978-3-8005-6306-7 (Dissertation).
- Das Kindeswohl als Rechtsbegriff: Die richterliche Entscheidung über die elterliche Sorge beim Zerfall der Familiengemeinschaft. Metzner, Frankfurt am Main 1983, ISBN 978-3-7875-0214-1 (Habilitationsschrift).
- mit Udo Steiner: Kinderhochleistungssport. C.F. Müller, Heidelberg 1984, ISBN 978-3-8114-7384-3.
- mit Friedhelm Zubke: Das nichteheliche Kind und seine Eltern: Rechtliche und sozialwissenschaftliche Aspekte. Luchterhand, Neuwied 1991, ISBN 978-3-472-00724-1.